# Lidija Bačič
Lidija Bačić o Lille (Split, 4 de agosto de 1985) es una cantante de pop croata y actriz. Bačić subió a la fama en 2005 después de acabar segunda en la segunda temporada de Hrvatski Ídol. Más tarde en 2010, lanzó su primer álbum, Majčina ljubav.
Bačić ha colaborado con varios artistas musicales, incluyendo Mladen Grdović, Alen Vitasović y Luka Basi.

## Años de juventud
Lidija tiene dos hermanas, Lucija y Dora, y un hermano, Franko. Se educó en la fe católica.
Bačić comenzó a actuar en competiciones y festivales locales a los 10 años. Ganó su primer premio en el Dječji Festival en 1997 por su interpretación de la canción de Mišo Limić «Zaljubljeni dječak».

## Carrera

### 2001–2004: comienzo de su carrera
A principios de los 2000 Bačić se unió al grupo Perle. El grupo tocó en varios festivales con Bačić siendo la vocalista principal. En 2001 intentaron representar a Croacia en el Festival de la Canción de Eurovisión, con la canción "Pokraj bistra izvora" quedando 15 º de un total de 20 grupos.

### 2005: Hrvatski Ídol (ídolo croata)
Bačić hizo una audición para la segunda temporada de Hrvatski Ídol en Split, Croacia.
En 2008 colabora con el compositor croata Marko Tomasovic], lanzando su primer single «Dan iza vječnosti» así como el sencillo en inglés "All I'll Ever Need" y «Kišu». En 2009 consigue diversos premios como artista debutante, por ejemplo en el festival de verano Melodije Istre i Kvarnera, con la canción "Ne moren kontra sebe", lo que le grangea un primer puesto como debutante y mejor intérprete. En 2010 consigue un primer premio en el festival de música cristiana Uskrs fest.
En 2010, durante la víspera de año nuevo, realiza una memorable actuación con el artista croata Oliver Dragojevic en el paseo marítimo de Split.

### 2011 - 2015: Daj da noćas poludimo i Viski
En 2011 continua realizando colaboraciones con otros artistas, en este caso Tomislav Bralić, con quien Lidija grabó una canción con el título de «Pisma nas je vezala». El regreso a los festivales tuvo lugar en Melodije Istre i Kvarnera, donde Lidija con la canción «Neka se vino toči» gana el premio a la mejor canción elegida por los oyentes, y el cuarto lugar general según la audiencia, su mejor puesto hasta ahora. El broche de oro a esta temporada lo supuso una reaparición en el Festival de Split, donde con la canción «Gospe od žalosti» ganó el premio a la mejor interpretación. Paralelamente a sus actuaciones en festivales, en 2011 lanza su segundo disco en solitario «Daj da noćas poludimo», en el que vuelve a colaborar con Marko Tomasović.
En 2012, canta a dúo con Mladen Grdović la canción «Dalmatinac i Dalmatinka» que fue lanzada en su álbum "Za tebe živim ja". La letra escrita por Željko Pavičić y música por Marko Tomasović. En el mismo año, Lidija publicó la canción «Crnokosi» con la que se presentó en el Festival de Split de ese año. La letra escrita por Željko Pavičić, y la música por Marko Tomasović. A finales de año, publica la canción «Naivna sam, ali nisam luda», con arreglos de Branimir Mihaljević, letra y la música de Dušan Bačić.
En 2013, Lidija lanzó la canción «Vozačka dozvola», arreglos de Igor Ivanović y Marija Luketa, que interpretó en el Festival de Split ese año. Letra y música son de Robert Pilepić. En el mismo año publicó su canción más famosa «Viski». Lydia se embarca en su gira de invierno ese mismo año. Durante su estancia en Eslovenia en 2014, empezó a colaborar con la famosa banda de Estiria "M&M - Matevž and Miha" con quien interpretó la canción «Još te ćekam». En el mismo año publicó las canciones "Nasmij se sestro", "Krivi čovjek" y «Adio». En 2015 publica videos musicales de las canciones «Odlično se snalazim» y «100% možda» que presenta en el Festival CMC de ese año. Tras ello, presenta dos canciones más, «Sat otkucava« y »Prokleto dobro ljubiš». Lidija luego lanza su tercer álbum en solitario «Viski» con el mismo título que la canción.

### 2016 –presente: Dora 2019
En 2016 lanza «Nezamjenjiva» y «Kompas». En diciembre de este año lanza su primera canción navideña «Prvi božić bez tebe». En 2017 lanza las canciones «Solo», a dúo con el cantante Lukom Basiem, así como «Šok», «Ko da živim unazad», «Jedna je noć» y «Y Glupačo moja».
El 17 de enero de 2019, Bačić fue anunciada como una de los 16 participantes en Dora 2019, el concurso nacional en Croacia para seleccionar el representante del país en Eurovision, en el cual, con la canción «Tek je počelo», finalizó en la 11º posición.

## Premios
- 2008: 1er premio del jurado, Zagrebfest; canción "Kiša"
- 2008: 1er premio del público, Zagrebfest; canción "Kiša"
- 2008: mejor composición, Zagrebfest; canción "Kiša"
- 2009: Mejor debutante, Mostar; canción "Kraj"
- 2009: mejor interpretación, MIK; canción "Ne moren kontra sebe"
- 2009: Mejor debutante, MIK; canción "Ne moren kontra sebe"
- 2009: placa de plata, Sunčane Skale; canción "Kiša"
- 2009: mejor interpretación, Zagrebfest; canción "Pogled"
- 2009: 3er premio del jurado, Zagrebfest; canción "Pogled"
- 2009: 1er Premio del Jurado, MEF; canción "Zarobljeno vrijeme"
- 2009: Mejor interpretación, MEF; canción "Zarobljeno vrijeme"
- 2010: 1er premio elegido por el intérprete, Uskrsfest; canción "Dijete BOžje"
- 2010: 2º premio del jurado, Easterfest; canción "Dijete BOžje"
- 2010: 3er premio del jurado, canción de Mostar "Majčina ljubav"
- 2010: Mejor debutante, Mediafest; canción "Nisan sritna ja uz njega"
- 2010: Gran Premio, festival Melodije hrvatskog juga; canción "Nisan sritna ja uz njega"
- 2010: 1er premio del jurado, Zadarfest; canción "Ako te ikad izgubim"
- 2011:mejor canción elegida por los oyentes de radio, MIK; canción "Neka se vino toči"
- 2011: mejor interpretación, Festival de Split ; canción "Gospe od žalosti"
- 2012: mejor interpretación, Festival de Šibenik; canción "Ja ću samo tvoja bit"

## Discografía

### Álbumes de estudio
- Majčina ljubav (2010)
- Daj da noćas poludimo (2011)
- Viski (2015)
- Tijelo kao pjesma (2017)
- Revolucija (2020)
- Flashback (2022)

### Singles
| "Vino rumeno" (a duo con Vigor)                     | 2018 | 2  | Sin álbum |
| "Tek je počelo"                                     | 2019 | 7  | Sin álbum |
| "Muške suze"                                        | 2019 | —  | Sin álbum |
| "Romeo i Julija" (a duo con Joy)                    | 2019 | 17 | Sin álbum |
| "Zalazimo k'o sunce"                                | 2021 | 38 | Sin álbum |
| "—" Denota discos que no fueron lanzados en el país |      |    |           |

## Filmografía
- Aleksi (Película), como Lille (2017)
- Ko te šiša (Televisión), como Lille (2018)
- Na granici (Televisión), como Lille (2018)